# 세인트 미렌 FC

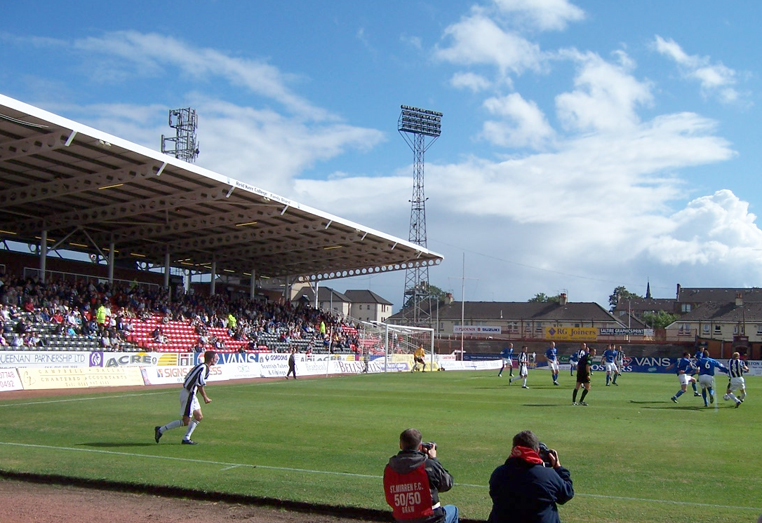

세인트 미렌 FC(Saint Mirren Football Club), 약칭 세인트 미렌(St. Mirren)은 스코틀랜드 페이즐리를 연고로 하는 축구 클럽으로, 1877년에 창단했다. 이 클럽은 2017–18 챔피언십 시즌에서 우승을 차지하면서 스코티시 프리미어십로 승격되었다.

## 역대 성적
- 스코틀랜드 1부 리그, 스코틀랜드 리그 프리미어 디비전 (현 스코틀랜드 프리미어리그)

우승 (4): 1967–68, 1976–77, 1999–2000, 2005–06
- 스코틀랜드 컵

우승 (3): 1926, 1959, 1987
- 스코틀랜드 챌린지 컵

우승 (1): 2005

## 선수 명단

### 현역
참고: FIFA 자격 규정에 따라 소속된 국가대표팀 국기를 표시합니다. 선수는 복수의 FIFA 비회원국 국적을 가지고 있을 수 있습니다.
| 번호 | 포지션 | 국적       | 이름                |
| ---- | ------ | ---------- | ------------------- |
| 1    | GK     | 잉글랜드   | 잭 헤밍             |
| 2    | DF     | 잉글랜드   | 라이언 알레비오수   |
| 10   | FW     | 북아일랜드 | 코너 맥미너민       |
| 12   | MF     | 아일랜드   | 롤랜드 이도우       |
| 13   | MF     | 키프로스   | 알렉산드로스 고기치 |

| 번호 | 포지션 | 국적     | 이름          |
| ---- | ------ | -------- | ------------- |
| 88   | MF     | 아일랜드 | 킬리언 필립스 |

## 역대 감독
| 감독          | 임기        |
| ------------- | ----------- |
| 알렉스 퍼거슨 | 1974 ~ 1978 |